# Onycha
Onycha – miasto w Stanach Zjednoczonych, w stanie Alabama, w hrabstwie Covington. W roku 2023 miasto zamieszkiwało 175 osób, a gęstość zaludnienia wynosiła 84,1 osoby/km².